# Solitär (Brettspiel)
Solitär (auch Solitaire, Steckhalma, Solohalma, Springer, Jumper, Nonnenspiel, Murmelschach oder Einsiedlerspiel) ist ein Brettspiel für eine Person, das in zahlreichen Varianten beschrieben ist. Das weitest verbreitete Spielfeld für Solitaire ist kreuzförmig und wird mit 32 Steinen auf 33 Feldern bestückt. Dieses Spiel wird auch als Englisches Solitär bezeichnet.
Da zumindest in den USA auch das Kartenspiel Patience als Solitaire bezeichnet wird, nennt man das Brettspiel auf Englisch eher Peg Solitaire, Fox & Geese Solitaire oder Sailor’s Solitaire, in den USA nach einer bekannten Marke auch Hi-Q.

## Geschichte

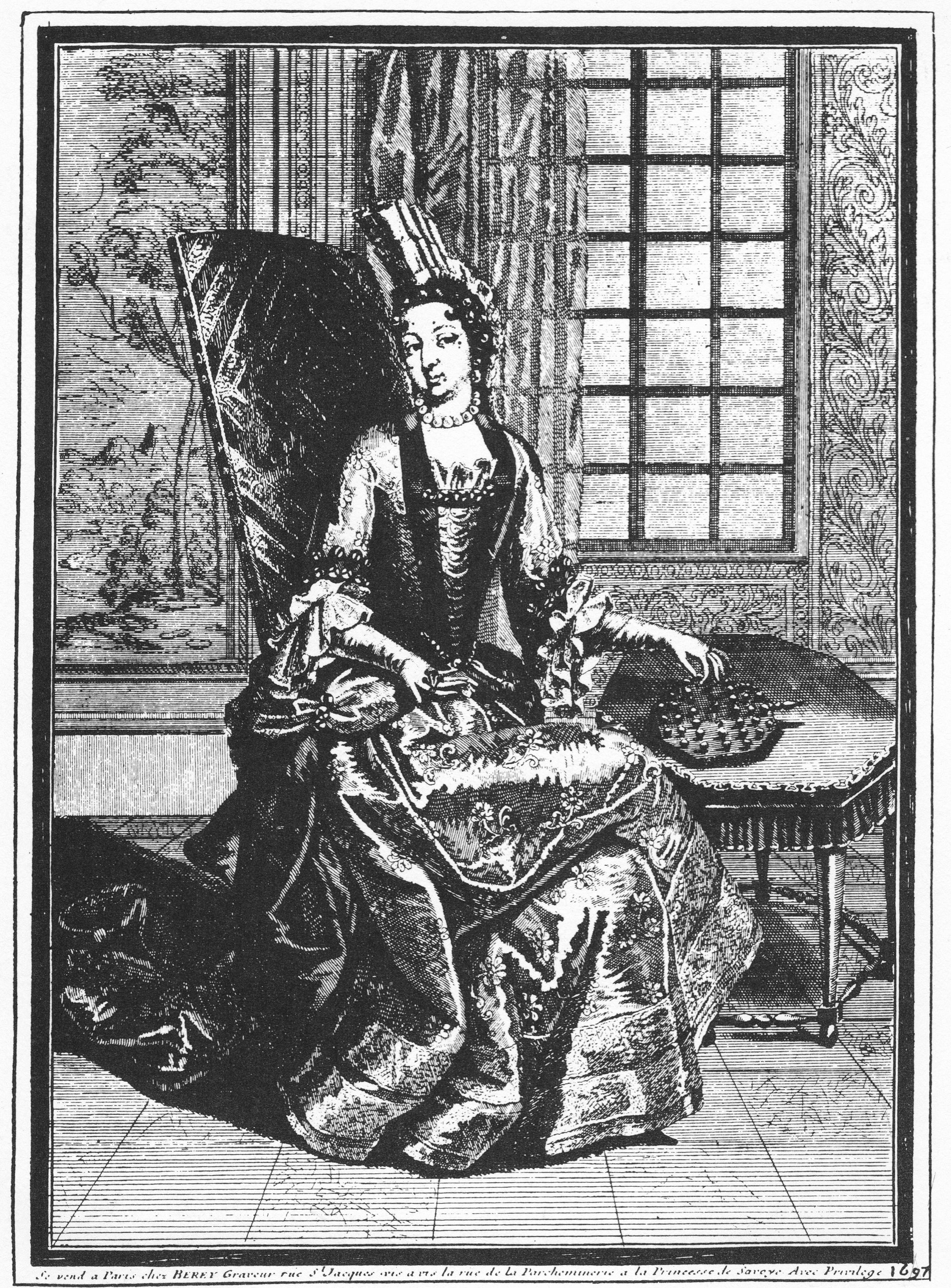
Anne de Rohan-Chabot spielt Solitär (Kupferstich 1697)

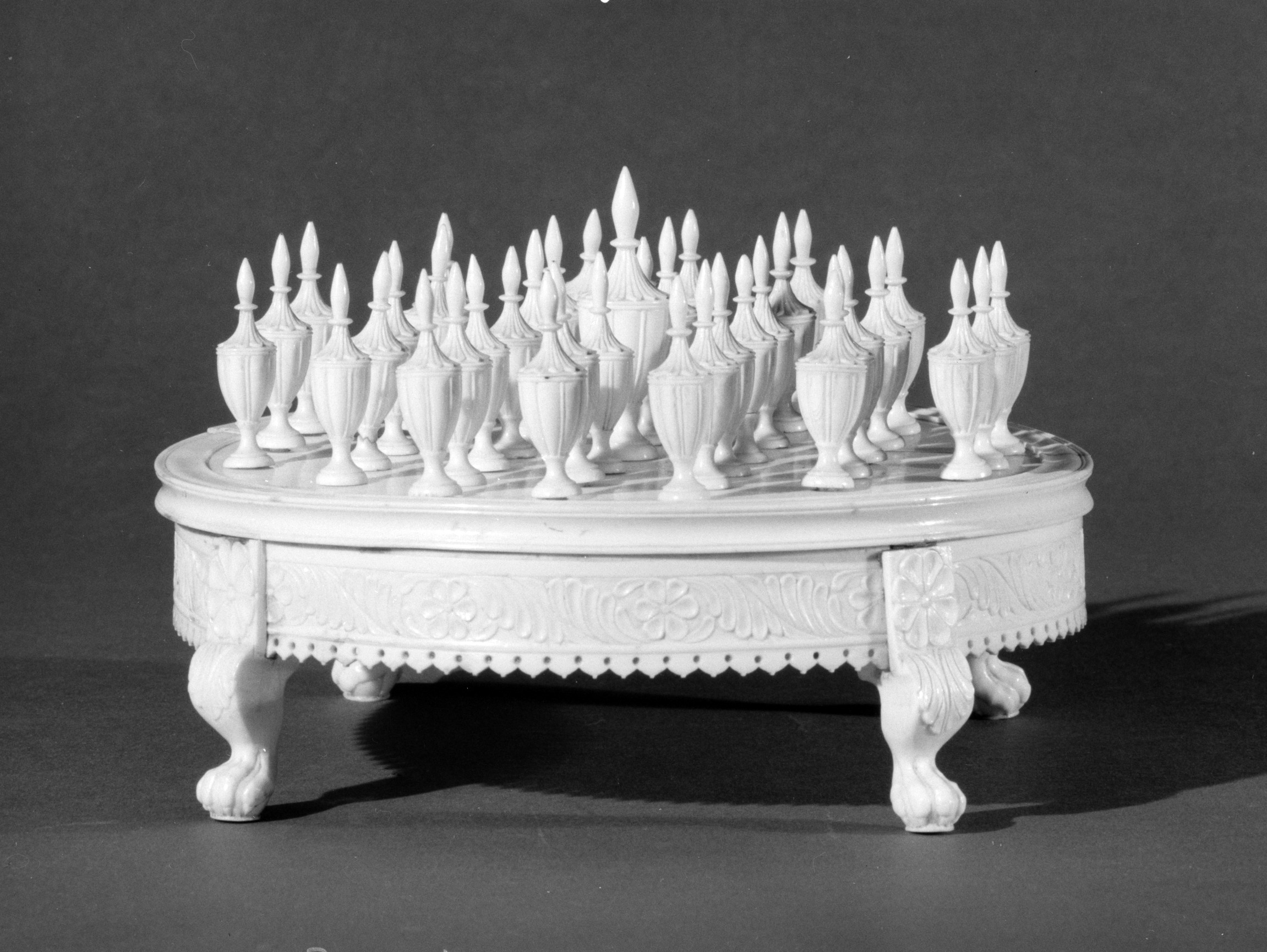
Historisches Solitaire-Spiel aus Elfenbein

Der Ursprung des Spiels ist unklar. Der Spielekritiker Erwin Glonnegger schrieb in seinem Spiele-Buch über eine nicht bewiesene Behauptung, man habe das Spiel in ägyptischen Königsgräbern gefunden, sowie einen vagen Hinweis, Ovid habe ein Brettspiel beschrieben, das dem Solitaire sehr nahe käme.
Dass das Spiel zuerst in Frankreich bekannt war, gilt als gesichert. Es taucht erstmals 1697 auf einem Kupferstich von Claude-Auguste Berey auf und wurde mit Sicherheit am Hof des Sonnenkönigs Ludwig XIV. (1638–1715) gespielt. Ebenfalls bei Glonegger findet sich der Hinweis auf einen Bericht, dass Ludwig XIV. den Adeligen Pelissen in den Kerker der Bastille geworfen habe, der in seiner Einzelhaft das Spiel erfand. Die Geschichte vom „französischen Adeligen im Gefängnis“ entstammt einem englischen Buch aus dem Jahr 1801, wie John Beasley 1985 im einzigen Fachbuch zum Thema, The Ins and Outs of Peg Solitaire, festhält. Beasley verweist diese Geschichte in das Reich der „unausrottbaren Fabeln“, mit entsprechend geringem Erfolg. Auch, dass es in Übersee erfunden worden sein könnte, ist weder auszuschließen noch überprüfbar. Die englische Bezeichnung Sailor's solitaire könnte dies andeuten. Gottfried Wilhelm Leibniz schätzte das Spiel und schrieb 1716 in einem Brief an Pierre Rémond de Montmort, dass es ihm sehr gefalle.
Das kreuzförmige Spielbrett entspricht dem des Belagerungsspiels bzw. dem von Fuchs und Gänse. In England wird es erstmals 1746 erwähnt; dort entwickelte es sich zu einem beliebten Spiel des Viktorianischen Zeitalters und wurde in vielfältigen und teils hochwertigen Exemplaren hergestellt. Bis zum Beginn des 20. Jahrhunderts geriet es in Vergessenheit, wurde im Laufe des 20. Jahrhunderts jedoch wieder populär, auch als Accessoire in Wohnungen und Büros.
In der Schweiz wird dieses Brettspiel weitläufig als „Amdener Tubbeli Spiel“ bezeichnet. Amden ist ein Dorf am Walensee. Handwerker in Amden stellen solche Brettspiele her. Eines der ältesten gedruckt vorliegenden Spielbretter ist kreuzförmig, hat 45 Felder und wurde 1779 von J. C. Wiegleb hergestellt.

## Regeln
Im Spiel geht es darum, die Spielsteine auf einem Spielplan nach und nach zu entfernen. Zur Vorbereitung wird auf alle Spielfelder mit Ausnahme von dem in der Mitte des Spielplans ein Spielstein gestellt.
Pro Sprung mit einem Spielstein ist genau ein daneben liegender zu überspringen, der dadurch „gelöscht“ wird. Steine dürfen dabei nur in Zeilen und Spalten, nicht jedoch diagonal, springen. Nur ein Stein soll am Ende genau in der Brettmitte übrig bleiben.
Das Spiel kann auch zu zweit gespielt werden, wenngleich man dies kaum praktiziert. Die Gegner ziehen abwechselnd. Verlierer ist, wer nicht mehr springen kann.

## Brett-Varianten
Für das Spiel gibt es verschiedene Spielpläne. Neben dem üblichsten voll symmetrischen „Englischen Solitär“ (4), und der ursprünglichen Form, dem „französischen Solitär“ (1), gibt es unterschiedliche Kreuze, z. B. das deutsche Wiegleb-Brett mit 45 Feldern aus dem Jahr 1779 (2), Kreuze mit unterschiedlich langen Armen (3-3-2-2) (3), Quadrate wie den Diamond mit 41 Feldern (5), 6 × 6 und 8 × 8-Bretter (die natürlich kein Mittelfeld haben können), 9 × 9-Bretter, Dreieck-Versionen (am häufigsten mit 15 Feldern; 6) und etliche mehr – auch sternförmige Anordnungen wurden gespielt.
Für seine Forschungen entwickelte insbesondere George Bell neue Sonderformen, wie etwa Rhomben, das pilzförmige mushroom board mit 36 Feldern, und ähnliche, mit 75 und 90 Feldern.

### Das englische Standard-Brett (33 Felder, Abbildung 4)
- Das Standard-Spiel besteht darin, auf einem 33er-Brett alle Felder außer einem mit Steinen zu besetzen. Das zu Spielbeginn freie Feld und das Ziel liegen meist in der Mitte (d4 → d4).
- Das Spiel auf diesem Brett ist jedoch aus jeder Startkonstellation mit einem freien Feld lösbar.
- Wird eine feste Startlücke und ein festes Endfeld angegeben, bestehen 1089 verschiedene Aufgaben, nach denen nur 28 lösbar sind.[4]

### Das Französische Brett (37 Felder, Abbildung 1)

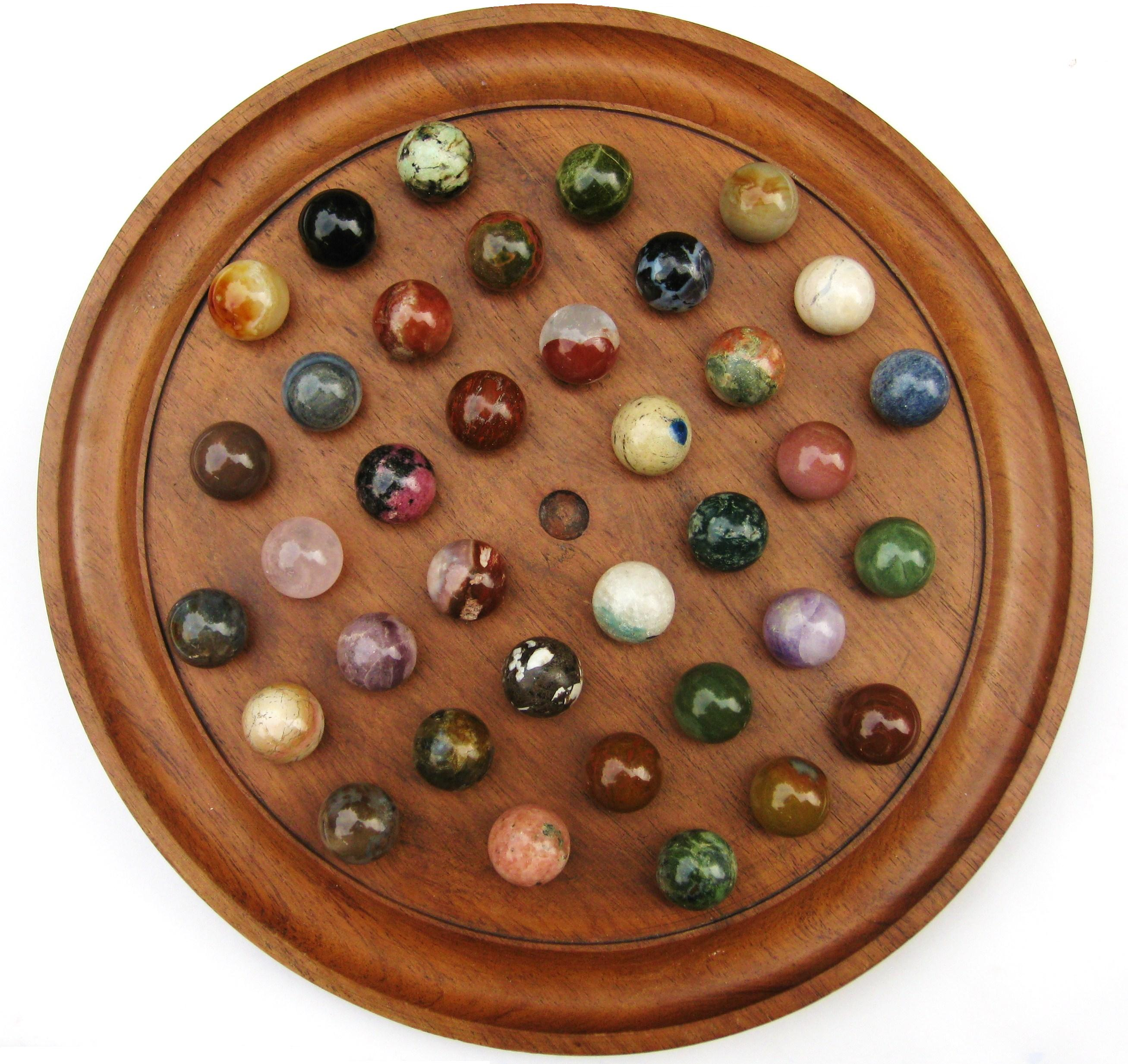
Französisches Solitaire mit 37 Feldern

- Die Aufgabe d4 → d4, „Freier Platz…Mitte, letzter Stein…Mitte“ ist im 37er-Brett bewiesenermaßen nicht lösbar, was stark dafür spricht, dass dieses Spiel ursprünglich auch diagonale Züge erlaubte (was auch diese Aufgabe lösbar macht). Bei den heute üblichen Zügen bleiben zwei Steine übrig, wenn zu Spielbeginn nur das Mittelfeld frei war.
- Nur drei Start-Konstellationen (und deren gedrehte und/oder gespiegelte Gegenstücke) sind auf diesem Brett überhaupt bis zu einem einzelnen Reststein spielbar, nämlich die mit dem freien Platz auf c1 oder d3 oder d6.[5]
- Literatur zu diesem älteren, in Frankreich übrigens europäisch genannten, Brett ist bedeutend spärlicher als zum 33er.

### Andere Versionen des Spiels
- In manchen Varianten sollen aus unterschiedlichsten Start-Konfigurationen bestimmte Zielkonfigurationen erzeugt werden, es ist etwa eine „Pyramide“ oder ein „Kreuz“ abzubauen oder zu erstellen. Erhard Gorys beschreibt als abzubauende Figuren z. B. ein Kreuz aus sechs Figuren sowie je ein Kreuz und eine Treppe aus neun Figuren, die bis auf eine letzte in der Mitte abgebaut werden sollen.[4]
- Die besondere Spielweise von Gottfried Wilhelm Leibniz bestand darin, die „Löcher“ anstelle der Steine „springen“ zu lassen.
- Des Weiteren kann für den Spielverlauf das Ziel symmetrischer Endpositionen[6] ein Kriterium sein.

## Notation

Notation der Züge nach Beasley

Spielzüge beim Solitär

Die Notation der Züge kann auf verschiedene Weisen erfolgen. Beasley bezeichnet die Felder entsprechend der Schachnotation mit Buchstaben und Zahlen, wobei die erste Reihe des englischen und französischen Bretts von a1 bis g1 reicht und die erste Zeile von a1 bis a7. Andere Autoren notieren (Zeile, Spalte) in Zahlen, nutzen kartesische Koordinaten oder zählen die Felder der Reihe nach waagerecht oder senkrecht.

## Computerprogramme
Lösungen können mit Hilfe von Computerprogrammen gefunden werden.
Eine grundsätzlich gut geeignete Methode ist „rekursives Backtracking“. Werden dabei alle Möglichkeiten systematisch durchprobiert, dann lässt sich damit auch überprüfen, ob es für eine bestimmte End-Stellung überhaupt eine Lösung aus einer bestimmten Ausgangs-Stellung gibt. Da wegen der Besonderheit der Sprünge nur ein kleiner Teil der Steine überhaupt in der Lage ist, als letzter Stein das Zielfeld zu erreichen (bei der englischen Standardvariante sind dies zum Beispiel lediglich 4 Steine), kann die Suche um ein Vielfaches beschleunigt werden, indem nach jedem Sprung geprüft wird, ob die betreffenden Steine noch im Spiel sind. Ist dies nicht der Fall, kann die aktuelle Sequenz abgebrochen werden.
Da es für dieselbe Aufgabe meist eine Vielzahl von Lösungen gibt, liegt die letzte Herausforderung darin, die Lösung mit den wenigsten „Zügen“ zu finden (was bedeutet, dass derselbe Stein mehrmals unmittelbar hintereinander springen muss). Die nachgewiesen kürzestmögliche Lösung für das Standardspiel auf dem 33er-Brett, d4 → d4, wurde bereits 1912 vom Spiel-Guru Ernest Bergholt gefunden: 18 „Züge“, und zwar b4-d4, c6-c4, a5-c5, d5-b5, f5-d5, e7-e5, e4-e6, c7-e7-e5, c3-c5, c1-c3, e2-e4-e6-c6-c4-c2, a3-a5-c5-e5, g3-e3, d3-f3, g5-g3-e3, e1-c1-c3, b3-d3-f3-f5-d5-d3, d2-d4.
1999 wurde das Standard Solitaire Spiel am Computer komplett durchgerechnet und der gesamte Lösungsraum somit zugänglich. Eingesetzte Techniken dabei waren: backtracking, exhaustive search, hashing, distributed computing, effiziente Abspeicherung der Brettkonstellation unter anderem durch Ausnutzung von Symmetrien.
2003 wurden von Jean-Charles Meyrignac und George Bell weitere Programme zur Lösung von Solitär(Spiel)-Aufgaben vorgestellt. Meyrignac hat allein für die Startkonstellation „Freies Feld=c1“ auf dem 37er-Brett 280 unterschiedliche Lösungen errechnet (und dabei bewiesen, dass diese Aufgabe nur 20 „Züge“ erfordert).

### Anmerkung zum Begriff „Zug“
Zwar wäre es sinnvoll, wie etwa Jürgen Köller es tut, mit „Zug“ nur zu bezeichnen, was man auch Zugserie oder ähnlich nennen könnte, und den „Einzelzug“ stets nur Sprung zu nennen, der allgemeine Sprachgebrauch ist aber anders (man denkt an Schach und andere Brettspiele). In diesem Artikel bedeutet nur „Zug“ in Anführungszeichen mehrere unmittelbar aufeinander folgender Sprünge mit demselben Stein. Bergholts 18 „Züge“ bestehen selbstverständlich aus 31 Sprüngen, Meyrignacs 20 „Züge“ aus 35 Sprüngen.

## Belege
1. 1 2 3 4 5 6 7 8  
„Solitaire, Das Einsiedlerspiel.“ In: Erwin Glonnegger: Das Spiele-Buch. Erweiterte Neuauflage, Drei Magier Spiele 1999, S. 196–197; ISBN 3-9806792-0-9.
2. ↑  
„Fox & Geese Solitaire.“ In: Brian Burns (Hrsg.): The Encyclopedia of Games. Brown Packaging Books, 1998, S, 114.
3. 1 2 3  Frederic V. Grunfeld (Hrsg.), Eugen Oker (deutsche Überarbeitung): Spiele der Welt I – Geschichte, Spielen, Selbermachen. Fischer Taschenbuch Verlag, Frankfurt/Main 1985; S. 58–60. ISBN 3-596-23074-8.
4. 1 2 3  Das Solitär-Spiel. In: Erhard Gorys: Das Buch der Spiele. Manfred Pawlak Verlagsgesellschaft, Herrsching [1979], DNB 800105184, S. 500–501.
5. ↑  Beasley, 2003
6. ↑  Strasser Helmut (2005), Solitaire: Alle symmetrischen Endpositionen
7. ↑  Eichler, Jäger, Ludwig (c’t 07/1999) Spielverderber, Solitaire mit dem Computer lösen